# Rebanhão
Rebanhão é uma banda de rock brasileira, com temáticas cristãs, formada na cidade do Rio de Janeiro em 1979. É conhecida por ser a primeira de sucesso a apresentar uma sonoridade completamente característica da música popular dentro do nicho cristão, principalmente popularizando o rock e o pop. Dentre as sonoridades exploradas pela banda, destacam-se o rock progressivo e o pop rock, com forte influência da tropicália e do Clube da Esquina, além de bandas e cantores estrangeiros como Keith Green e a banda de rock cristão Petra.
A banda foi fundada por Janires no final da década de 1970. O músico se mudou para o Rio de Janeiro onde, junto com o tecladista Pedro Braconnot, integraram músicos da Igreja Presbiteriana de Copacabana na formação. Paulo Marotta (baixo), Kandell Rocha (bateria), Zé Alberto (percussão) e Carlinhos Felix (guitarra) foram os primeiros integrantes. Alberto saiu logo no primeiro álbum, enquanto Janires e Kandell se desligaram em 1985, dando lugar ao músico Fernando Augusto. Durante vários anos, a banda esteve estável em sua estrutura, em fase da formação clássica. Entre 1990 e 1992, Fernando, Carlinhos e Paulo deixaram a banda, e Pedro Braconnot assumiu a liderança com a presença de outros músicos, como Pablo Chies, até 2000, quando o conjunto entrou em hiato. Em 2016, Braconnot, Felix, Marotta e Chies voltaram aos palcos com a gravação do álbum Rebanhão 35 anos (2017).
O primeiro disco do conjunto, Mais Doce que o Mel (1981) foi sucesso imediato, embora tenha causado polêmicas entre líderes religiosos. Sob o comando criativo de Janires, o grupo produziu Luz do Mundo (1983) e Janires e Amigos (1985), considerados clássicos da música cristã no Brasil. Com a saída de Janires, a música do Rebanhão ficou mais pop, com influências do art rock. Nesta fase, Carlinhos Felix, juntamente com o tecladista Pedro Braconnot, assinaram a maioria das composições. Na época, o grupo lançou vários sucessos, como "Primeiro Amor", "Nele Você Pode Confiar", "Paz do Senhor" e "Palácios", esta última parte do álbum Princípio (1990), um dos alicerces do movimento gospel. Depois dos álbuns Pé na Estrada (1991) e Enquanto É Dia (1993), a popularidade do grupo diminuiu frente à discos de notoriedade reduzida e com mudanças sonoras, como Por Cima dos Montes (1996) e o último antes do hiato, Vamos Viver o Amor (1999).
Durante seus anos de carreira, o Rebanhão realizou vários feitos. É considerado o primeiro precursor de grande relevância do rock cristão e a primeira banda expoente da música cristã contemporânea. Também foi o primeiro grupo a se apresentar em grandes casas de shows e ser precursor do chamado movimento gospel. Juntamente a outros artistas da época, durante vários anos, manteve contrato com grandes gravadoras do circuito não-religioso. A discografia do Rebanhão é lembrada por vários artistas evangélicos em regravações, incluindo o disco Tributo a Janires e uma homenagem ao guitarrista e vocalista Carlinhos Felix, feita pelo prêmio Troféu Talento, no ano de 2004.

## História

### 1979–1981: Início
O início da história do Rebanhão confunde-se com a trajetória musical e religiosa do cantor e compositor Janires. Após ser preso em flagrante e parar numa casa de recuperação, tornou-se cristão protestante. Era frequentador dos cultos na Igreja Cristo Salva, conhecida também como "igreja do Tio Cássio". Na época, o músico tinha a vontade de criar uma banda de rock cristão. Ali, o cantor escreveu suas primeiras composições para o projeto. Foi gravado um álbum em 1979, mas Janires decidiu mudar-se para a cidade do Rio de Janeiro, onde de fato criaria o grupo musical.
Assim que chegou ao Rio de Janeiro, Janires tornou-se membro da Igreja Presbiteriana de Copacabana. Atuando no louvor da igreja, conheceu os integrantes de uma outra banda de rock existente ali, chamada Sinal Verde, liderada pelo cantor e compositor Lucas Ribeiro. Membros deste grupo afirmavam que Janires sempre manifestava interesse em fundar o Rebanhão ali, porém não tinha recrutado músicos.
Durante um acampamento em Juiz de Fora, um jovem convertia-se ao protestantismo. Ainda dependente químico, Pedro Braconnot conheceu Janires e aceitou participar do Rebanhão. O tecladista ainda afirmou numa entrevista que, durante esta época, passou por uma fase pessoal de altos e baixos, mas Janires o ajudou.
Num dia, Janires e Pedro assistiram um ensaio de vários músicos da igreja e os convidaram para integrarem ao Rebanhão. O grupo era formado por Paulo Marotta, Kandell Rocha e André Marien. Todavia, Marien não permaneceu no conjunto, fazendo com que a banda precisasse de um guitarrista. Janires, então convidou Carlinhos Felix, na época baixista da Sinal Verde, para que integrasse ao grupo.
Carlinhos Felix era engenheiro na Petrobras, e por conta da flexibilidade de seu emprego, tinha liberdade para viajar com o grupo. Durante um tempo, o mesmo permaneceu também na Sinal Verde, gravando o primeiro e único single do grupo, "Pra Você". Na mesma época, Janires convidou Elmar Gueiros para a banda para os solos, mas o músico não pode permanecer por conta de seu trabalho.
A banda começou suas atividades executando suas canções em vários locais da cidade, como nas praças e praias, em alguns momentos junto à Paulo César Graça e Paz. Pela sua sonoridade e letras, o grupo não foi bem recepcionado por grande parte dos religiosos da época. Porém, o grupo prosseguiu. A banda também passou a apresentar em teatros, juntamente com a atriz Darlene Glória, além de receber outros artistas e músicos da época em seus eventos.
Nós queríamos entrar na igreja com bateria e guitarra com som distorcido. No início houve um certo preconceito, depois eles aceitaram.— Carlinhos Felix comentando à Folha de S.Paulo sobre o início do Rebanhão.

### 1981–1985: Fase Janires
Apesar das dificuldades, a banda preparava-se para gravar o primeiro e um dos mais bem-sucedidos trabalhos do grupo, o álbum Mais Doce que o Mel. Na gravação da obra, a banda já tinha Zé Alberto como percussionista. Na obra, Janires e Carlinhos compuseram grande parte do repertório e ficaram responsáveis pelos vocais. Pedro Braconnot contribuiu como compositor em uma das faixas. Em 1981, o projeto foi lançado pela gravadora Doce Harmonia. A repercussão do trabalho superou as expectativas do grupo e do próprio selo e chegou a vender mais de cento e cinquenta mil cópias. Em contrapartida, o disco causou polêmica. Surgiram especulações de que Mais Doce que o Mel teria mensagens subliminares em seu conteúdo, o que foi fortemente negado pela banda. O destaque do projeto veio com a canção "Baião", em que Janires tece várias críticas sociais e analisa a condição da sociedade perante seu contexto. "Casinha", outra música bastante executada pelo grupo, foi alvo de estudos teológicos, principalmente pela reflexão que o compositor apresenta sobre a história. Além disso, as canções "Refúgio", de Braconnot e "Mel", de Janires estiveram durante muitos anos no repertório dos shows da banda.[carece de fontes?]
Após a repercussão do disco anterior, a banda preparou-se para gravar Luz do Mundo, disco que refletiu o amadurecimento musical e técnico da banda. Com a saída de Zé Alberto, o grupo optou por Edinho atuar como músico convidado na percussão. Gravado nos Estúdios Transamérica, a maior parte de composições desta vez vieram de Janires, que regravou as canções "Taças de Cristais" e "Casa no Céu" com novos arranjos, obras anteriormente gravadas em seu demo Rebanhão. Pedro Braconnot, além de um piano de cauda trabalhou com sintetizadores Phophet-5, e Paulo Marotta estreia nos vocais em "Hoje sou Feliz", duetando com Janires, canção dedicada à Alex Dias Ribeiro. O álbum foi masterizado em Boston e lançado pela gravadora Arca Musical Evangélica, e algumas de suas faixas chegaram a ser executadas em rádios não-cristãs do Rio de Janeiro. Durante este período, o grupo chegou a fazer algumas apresentações com a dupla de MPB Edson e Tita, durante a turnê do álbum Novidade de Vida (1982).
Janires comemorava, em 1984, dez anos de conversão ao protestantismo. Em razão disso o músico, juntamente com o Rebanhão, realizou a gravação do primeiro álbum de música cristã do Brasil ao vivo, o trabalho Janires e Amigos. A obra foi gravada no auditório da Rádio Boas Novas em 14 de dezembro daquele ano, com a participação da Banda Fé na base instrumental. Durante o evento, Janires cantou as canções "Baião" e "Casinha", presentes no disco Mais Doce que o Mel além de inéditas que eram homenagens a vários amigos de Janires. Os músicos João Alexandre, Wagner Carvalho, Marcos Góes e outros fizeram participações especiais e a gravação reuniu personalidades que tinham amizade com Janires, como o ex-jogador de futebol Baltazar e o piloto Alex Dias Ribeiro. O projeto foi lançado em 1985, como disco solo de Janires e, mais tarde, foi relançado ainda em vinil como um álbum do Rebanhão. Assim, torna-se o único disco que é, ao mesmo tempo, um trabalho solo e de banda.
Neste período, ainda, o grupo lançou um single em edição limitada de 200 cópias. A música, "Paz pra Cidade" fez parte, depois, da coletânea Ponto de Encontro, no ano de 1987. A composição, escrita e cantada por Janires, foi a última parceria lançada da banda juntamente com o cantor em vida, que faleceria em 1988 por conta de um acidente automobilístico.

### 1986–1992: Formação clássica
Após a gravação de Janires e Amigos, a banda sofreu as primeiras saídas de grande impacto em sua estrutura. O baterista Kandell Rocha deixou seu posto vazio. Além dele, o fundador e vocalista Janires anunciava sua saída do grupo. A decisão, segundo ele, era uma direção de Deus. O músico se mudara para Belo Horizonte, onde fundaria, mais tarde, a Banda Azul. Apesar de sua saída, o cantor continuou a ter contato com os integrantes do Rebanhão, dando conselhos e ajuda. Para substituir Kandell, o vocalista Carlinhos Felix trouxe o baterista Fernando Augusto. Com o instrumentista, também conhecido como Tutuca, a banda entrou em um período como quarteto.
O disco sucessor do Rebanhão coincidiu pelo contrato com a gravadora gravadora PolyGram. Semeador foi lançado em outubro de 1986, com o status de lançamento com a maior notoriedade do segmento evangélico na época. As mudanças de integrantes mudaram musicalmente a sonoridade do Rebanhão, mais próximo ao pop do que antes. Pedro participa pela primeira vez como vocalista e compõe grande parte das canções, com o uso de mais sintetizadores. Pela primeira vez o Rebanhão gravou composições externas, com "Viajar", de Sérgio Pimenta, "Paz do Senhor", de Lucas Ribeiro. O restante foram algumas das composições de Carlinhos, algumas em parceria com Lucas. A banda também contou com as participações de Natan Brito e Sidney Ferreira, integrantes da Banda & Voz. A parceria com a nova gravadora rendia mais divulgação, na intenção de "fazê-lo tocar em todas as rádios AM e FM" pelo fato de ser "um conjunto forte, fácil de penetrar no mercado não-evangélico", segundo Luis Ubiratan, em entrevista ao jornal O Globo.
Em setembro de 1988, a banda lançou Novo Dia, produzido pelo músico Paulo Debétio. O compositor Paulinho Rezende versionou a única música estrangeira já gravada pela banda, "Jesus é Amor", escrita por Lionel Richie, com características do gospel norte-americano. A canção também foi gravada em videoclipe. Os sintetizadores, assim como no anterior, fazem-se mais presentes, com influências do art rock. De composições externas, o grupo apresentou "Primeiro Amor", de Aurélio Rocha e "Firme os Pés", de Lucas Ribeiro. Paulo Marotta diminuiu sua função como vocalista, interpretando exclusivamente em "Entre eu e Você". Nesta época, as apresentações do grupo chegavam a lugares maiores. O evento de lançamento da obra foi realizado no Canecão lotado, e era a primeira vez em que uma banda cristã atuava em grandes casas de show.
No ano seguinte, a Continental reuniu oito canções dos dois últimos álbuns e lançou a coletânea Grandes Momentos, que mais tarde seria relançada digitalmente pela Warner Music Brasil em CD no ano de 1994.
Em 1990, a banda fechou um contrato com a Gospel Records, gravadora pertencente a uma instituição que, mais tarde, se tornaria a Renascer em Cristo. Ao mesmo tempo em que emergia o movimento gospel no país, era lançado o primeiro título do selo, Princípio, de junho de 1990. O projeto é o primeiro disco da música cristã brasileira a ser lançado no formato CD, e também a primeira obra distribuída após o início do movimento gospel. A obra traz Pedro Braconnot, pela primeira vez, como compositor majoritário. De sua autoria, veio "Palácios" que, juntamente a "Selo do Perdão", de Carlinhos e "Princípio", escrita por Lucas Ribeiro, estiveram dentre as músicas cristãs mais executadas nas rádios em 1990. Paulo Marotta, pela primeira vez, compôs uma canção para o grupo, na qual foi "Muro de Pedra".
Aclamado pelo público, o show de lançamento da obra foi realizado no Rio Sampa. No mesmo ano, a banda excursionou por vários locais do Brasil, mas logo Fernando Augusto deixou o grupo. Os integrantes remanescentes do Rebanhão decidiram não incluir um membro, e optaram tocar com músicos convidados. Durante a época, a banda trabalhou com Sérgio Batera, responsável pelos instrumentos percussivos do álbum seguinte. Sem Fernando Augusto, Carlinhos Felix, Paulo Marotta e Pedro Braconnot gravaram dois videoclipes para promoverem o projeto, das canções "Ele Te Ouve" e "Selo do Perdão".
Paralelamente ao Rebanhão, Braconnot atuava como tecladista convidado, e estreava como produtor. Gravou com Cristina Mel, Sérgio Lopes, João Alexandre, Ozéias de Paula e vários outros artistas. Ao mesmo tempo, Carlinhos Felix manifestou o desejo de lançar um projeto solo, lançando em 1991 Coisas da Vida. Pedro colaborou como tecladista. O disco recebeu colaborações de Lucas Ribeiro, Ed Wilson e outros compositores. Paulinho Guitarra, que tocara anteriormente com Tim Maia e Ed Motta, também atuou como guitarrista.
No mesmo ano, durante a primavera, foi gravado o álbum Pé na Estrada no estúdio do Rebanhão. Com a banda reduzida, Sérgio Batera participou como baterista e percussionista convidado. Paulo Marotta compôs a música que deu título ao álbum, consequentemente a primeira executada nas rádios. Pedro Braconnot atuou como técnico de gravação, e, novamente a maior parte das composições são de Carlinhos e Pedro. "Elo Perdido", "Fé", "Pé na Estrada" e "Ovelha Ferida" mais tarde seriam incluídas na versão em CD do álbum seguinte, já que Pé na Estrada foi lançado exclusivamente em vinil. Outras músicas do álbum, como "Criação" (de Elmar Gueiros), "Existe um Lugar" e "Nzile Nzulu", foram remasterizadas digitalmente e incluídas em O Melhor do Rebanhão, lançado em 1998.
A partir do lançamento solo de Carlinhos Felix, o cantor passou a receber convites para apresentações individuais. A partir disso o músico resolveu deixar o grupo, decisão aceita pacificamente por Paulo Marotta e Pedro Braconnot. Ambos continuaram a se apresentar com músicos convidados. Porém, em 1992, Marotta também resolveu sair. Segundo o baixista em uma entrevista em 2000 cedida à MPC, deixou por dedicação exacerbada ao grupo, não tendo tempo suficiente para sua família e de prática religiosa.
Saí por causa de um conflito vocacional íntimo: descobri que estava valorizando mais o trabalho que o próprio Jesus. Abri mão da fama e do prestígio que normalmente acompanham quem se torna muito conhecido porque isso estava atrapalhando meu relacionamento com Jesus. Eu trabalhava demais, e não tinha tempo para Ele, nem para minha esposa, nem para mim mesmo. A obra havia se tornado mais importante que o Senhor da obra. Assim, após 12 anos, deixei o Rebanhão, mudei-me com minha esposa para BH a fim de reestruturar nossas vidas.— Paulo Marotta sobre sua saída do Rebanhão.

### 1992–2000: Fase Pedro Braconnot
Com a saída de todos os integrantes, Braconnot e Marotta decidiram reformular a banda com novos integrantes. O ex-baixista do Complexo J, Murilo Kardia, foi convidado e ficou na banda por um ano. Impossibilitado de prosseguir, deu lugar à Rogério dy Castro. A banda então passou a ter, além de Rogério, o guitarrista Pablo Chies e o baterista Wagner Carvalho. Neste período, o quarteto também teve a participação do cantor Dico Parente, que cedeu canções e gravou vocais como músico convidado. Com esta formação, Pedro Braconnot produziu Enquanto É Dia, disco que conteve uma homenagem a Janires, com a regravação de "Baião". O cantor também fez agradecimentos a vários músicos no encarte do álbum, incluindo o ex-baterista Kandell. A maior parte das composições foram de Braconnot, algumas em parceria com Dico Parente e Pablo Chies. A faixa-título, "Enquanto é Dia", foi escrita juntamente com o cantor Marquinhos Gomes. A obra também marca uma mudança na sonoridade, com maior uso de piano e algumas canções de hard rock, principalmente pelos vocais agudos de Dico. Zé Canuto colaborou nos arranjos de metais.
Nesta época, com nova formação a banda participou da terceira edição do SOS da Vida Gospel Festival, na qual também participaram várias bandas de rock, algumas em início de carreira, como Bride, Oficina G3, Resgate, Katsbarnea e Fruto Sagrado. No repertório, além da inédita "Mistério", na qual foi a primeira canção de notoriedade do álbum a banda executava "Baião", "Elo Perdido", "Palácios" e outras, maior parte nos vocais de Dico Parente. Entretanto, como se tratava apenas de uma participação temporária, três meses depois Dico deixou de se apresentar com a banda.
Pedro Braconnot assumiu por completo os vocais e não incluiu nenhum vocalista. Como um quarteto, o Rebanhão prosseguiu suas atividades. Ocasionalmente Pedro assumia o violão enquanto Pablo executava exclusivamente a guitarra. Em 1994, mais músicas do álbum figuravam dentre as mais executadas em rádios cristãs, como "Comando de Cristo" e "Como as Ondas do Mar, ano este em que o baixista Rogério Dy Castro deixou a banda por aproximadamente um ano e meio, sendo substituído pelo baixista Marcelo Freitas que fez toda a turnê do álbum " Enquanto é dia", permanecendo na banda por quase 2 anos. Nesta mesma época, vários títulos do Rebanhão foram remasterizados e lançados em formato CD, como a coletânea Grandes Momentos e os álbuns Mais Doce que o Mel, Janires e Amigos e Luz do Mundo.
O oitavo trabalho de estúdio do Rebanhão foi lançado em janeiro de 1996. Mais uma vez foi produzido por Pedro Braconnot,compositor de quase todas as músicas. Lançado pela gravadora multinacional Warner Music Brasil, Por Cima dos Montes é o disco de estúdio da banda com mais regravações, com "Salas de Jantar", "Contemplar", "Razão" e "Flor do Campo" com novos arranjos. Pablo Chies é coautor de "Ligado na Videira", enquanto, de composições externas a banda gravou apenas "Louvor" e "Eu Voltarei". Por Cima dos Montes é considerado o disco mais intimista do Rebanhão, e possui maior uso de sintetizadores que no anterior. Por outro lado, nenhuma canção teve grande relevância. O disco foi relançado com novo projeto gráfico pela Warner em 2002.
Na mesma época, Pedro continuava a trabalhar como produtor musical. Nesta época, Braconnot duetou ao lado de sua esposa no álbum Amo Você Vol. 2, lançada pela MK Music em 1996, a canção "Aliança de Amor". No ano seguinte, Rogério dy Castro e Wagner Carvalho deixaram o Rebanhão e fundaram, em seguida, uma nova banda com Wagner Derek e Davi Fernandes, chamada Primeira Essência. Pablo Chies, por sua vez, continuou a trabalhar com Pedro em algumas produções, como em dois álbuns de Marina de Oliveira.
Em 1998, a gravadora Gospel Records reuniu os álbuns da banda lançados pela gravadora e escolheu dezessete músicas, lançadas em uma coletânea intitulada O Melhor do Rebanhão. O repertório foi escolhido pelo músico Paulinho Makuko, e as canções foram remasterizadas digitalmente.
No ano seguinte, embora com um futuro incerto, Pedro resolveu investir na independência, com a existência do estúdio da banda. Assim, fundou o selo Dunamis que, além de distribuição de álbuns do Rebanhão, também lançaria novos artistas. Com site da banda também lançado e nova formação, o Rebanhão lançou em 1999 Vamos Viver o Amor. O disco, apesar de ter uma recepção maior que o anterior é considerado pouco a ver com o estilo da banda. As canções "Mais que um Amigo" e "Vamos Viver o Amor" tiveram um destaque relativo, sendo esta última registro de um videoclipe gravado em estúdio.
Durante 1999 e 2000, a banda, com nova formação continuou se apresentando. Pedro Braconnot forneceu uma entrevista a uma revista de música. O tecladista não fez um comunicado oficial a respeito do fim da banda, mas desde este período não houve nenhum show do Rebanhão.

### 2000–2014: Hiato
Desde sua saída do Rebanhão, o cantor Carlinhos Felix regravou várias músicas da banda, como "Palácios", "Baião", "Primeiro Amor", "Comando de Cristo", dentre outras. Ao lado de Paulo Marotta, duetou a canção "Muro de Pedra" em seu álbum Nada a Perder (1995). Após o fim do Rebanhão, continuou a prestar tributos a banda, e afirmou em várias entrevistas a importância da banda em sua carreira.
Paulo Marotta, por sua vez, mudou-se para Belo Horizonte, e ligou-se à Mocidade para Cristo (MPC). Ao ser entrevistado pela revista MPC em 2000, quando questionado a respeito de seus projetos musicais fora da banda, deixou seu descontentamento a respeito do que o movimento gospel tinha se tornado, dizendo: "Infelizmente (ou felizmente, não sei), não tenho grandes projetos com relação à música gospel. Acho que o movimento perdeu o fio da meada e se envolveu numa profusão de bandas, reuniões sem propósito, gente oportunista e falta de visão do Reino de Deus. A centralidade dos cultos e eventos gospel está nas bandas, nos artistas, nos pastores que tem que se desdobrar para se manterem atrativos nesse mercado popular pós-moderno. É preciso tirar Jesus do rótulo e trazê-lo de volta para o centro".
Carlinhos Felix, em sua volta ao Brasil em meados de 2003 também manifestou sua opinião acerca do mercado evangélico, dizendo: "Por aqui tenho ouvido muita coisa sem identidade. Estamos atravessando um momento de cópia. Acho que a coisa está indo muito para o lado comercial e o medo de fazer um projeto e não vender faz as pessoas copiarem o que está vendendo. Acho que isso tem empobrecido a nossa rica música gospel e relaxado os talentos. Acredito que Deus tem dado muitas músicas e letras lindas para os compositores, mas estas pérolas estão sendo engavetadas e muitas indo para o lixo por causa do sistema que tem invadido o nosso ambiente".
Em 2003, a MPC, juntamente com vários artistas, gravaram um álbum ao vivo em homenagem ao fundador do Rebanhão, Janires. Entre eles, estiveram Carlinhos Veiga, Banda Azul, Baixo e Voz e vários outros. Paulo Marotta foi o único a representar a banda no evento e, além de dar alguns depoimentos, interpretou a canção "Casinha" ao lado do ex-vocalista da Banda Azul, Guilherme Praxedes.
Pedro Braconnot foi consagrado pastor em 2002. Embora durante um tempo tenha continuado a trabalhar como músico e produtor, viajou para os Estados Unidos da América em 2004. No país, permaneceu durante quatro anos. Em sua volta ao Brasil, além de vários outros projetos, mudou-se para Caratinga, onde passou a pastorear uma igreja. Sobre o fim da banda, o músico afirmou que desejava seguir outros projetos e que, para o Rebanhão, tudo tinha um tempo.
Uma reunião posterior da banda sempre foi comentada, porém nunca executada. Segundo os três músicos, a primeira tentativa de volta se deu em 2004, quando Marotta e Braconnot foram chamados para homenagear Carlinhos Felix em uma das cerimônias do Troféu Talento, cuja edição visava prestar tributo ao cantor e compositor. Foi o primeiro encontro pessoal entre os três músicos em anos.
Entre 2004 e 2012, no entanto, as atividades pessoais de Carlinhos, Pedro e Paulo foram para direções distintas. Carlinhos Felix seguiu sua carreira solo com o álbum Na Tua Sombra, lançado pela Graça Music, enquanto Pedro Braconnot continuou como produtor musical, no álbum Recomeçar (2005), de Cristina Mel e, mais tarde, mudou-se para os Estados Unidos. Paulo Marotta continuou a trabalhar como engenheiro civil e, por longo tempo, morou no Pará.
Em 2012, em entrevista a uma revista, Pedro afirmou que ainda não tinha conseguido reunir a banda, embora a proposta não fosse inédita. O cantor também afirmou que estava tocando com Pablo Chies nos eventos os quais estava participando. Em janeiro do ano seguinte, no aniversário de Carlinhos Felix, o músico foi surpreendido pela presença de Pedro Braconnot e Pablo Chies em um evento de igreja. Ainda, durante a programação, os três executaram músicas da banda.
Em 2013, Pedro Braconnot lançou sua primeira música inédita como cantor desde o fim do Rebanhão, o single "Mais que Palavras", lançado no iTunes. No ano seguinte, continuou a divulgar canções, como "Nada Mais" e "Amado da Minha Alma", todas autorais.

### 2014–atualmente: Retorno
Em abril de 2014, Pedro Braconnot anunciou a gravação de um DVD comemorando os 35 anos de surgimento do Rebanhão, abrindo uma enquete para os fãs escolherem a cidade. Rapidamente, Carlinhos Felix manifestou apoio e confirmou participação. A cidade mais votada foi o Rio de Janeiro.
A formação inicialmente confirmada para a gravação conteria Pedro, Carlinhos e Paulo Marotta. A imprensa publicou uma provável volta de Fernando Augusto, que manifestou-se como integrante desta formação. No entanto, a partir dos ensaios para a gravação, Pedro Braconnot anunciou, que a formação conteria, além dos três integrantes de maior duração, Pablo Chies e Lucio de Paula, como baterista convidado. A banda fechou contrato com a gravadora Mess Entretenimento para o lançamento do disco, mas acabou desfazendo a parceria por impasses com a empresa.
Por dificuldades com relação a gravação, anunciada inicialmente para março de 2015 num estúdio da MTV, o grupo cancelou a data anteriormente prevista. Mais tarde, em 2016, a banda se reuniu novamente e anunciou a gravação para novembro de 2016.[carece de fontes?] Em 4 de agosto de 2016, a banda lança uma regravação em videoclipe da música "Velho Amigo", gravado no estúdio Reuel, com a direção de vídeo de Marco Aurélio Valle e, no mesmo mês, liberou a venda de ingressos para o show. O show foi gravado na data prevista e trouxe músicas de álbuns desde Mais Doce que o Mel (1981) até Enquanto É Dia (1993).[carece de fontes?]

## Integrantes

### Atuais
- Pedro Braconnot — vocal, teclado, piano, sintetizadores, violão, produção musical, técnico de gravação, programação (1980-2000; 2014-atualmente)
- Paulo Marotta — vocal, baixo, produção musical (1980-1992; 2014-atualmente)
- Carlinhos Felix — vocal, guitarra, violão, produção musical (1980-1991; 2014-atualmente)
- Pablo Chies — guitarra, violão (1993-1998; 2014-atualmente)

### Ex-integrantes
- Janires — vocal, violão, ovation, produção musical (1979—1985)
- Kandell Rocha — bateria (1980-1985)
- Zé Alberto — percussão (1980-1982)
- Fernando Augusto — bateria (1985-1990)
- Murilo Kardia - baixo, vocal de apoio (1992-1993)
- Rogério dy Castro — baixo, vocal de apoio (1993-1995/1997)
- Marcelo Freitas --- baixo, vocal de apoio (1994/1995)
- Wagner Carvalho — bateria, percussão (1993-1997)
- Ismael Maximiano — vocal, violão, guitarra (1998-2000)
- Fábio Carvalho — vocal, baixo (1998-2000)
- Rafael Fariña — bateria (1998-2000)

## Estilo musical

### Gêneros e influências
Diferente da maioria das músicas cristãs do início dos anos 1970 e 1980, as canções do Rebanhão eram próximas do que era apresentado na música popular. As influências do grupo, no início da carreira, derivavam entre artistas nacionais e internacionais que Janires gostava. "Nessa época a MPB experimentava um movimento de renovação decorrente da abertura política. A música de Janires revelava influências de Zé Rodrix, Taiguara, Ivan Lins, 14 Bis, Raimundo Fagner, Gonzaguinha, Mutantes, para não falar de Pink Floyd, Beatles, Genesis e tantos outros que naturalmente influenciaram a nossa geração". A imprensa costumava definir o Rebanhão como uma banda de rock embora, por vezes, utilizou apenas o termo "grupo evangélico" para defini-los. Uma análise retrospectiva em 2016, feita pela revista Superinteressante, afirma que as composições do Rebanhão "iam do baião ao samba-funk".

## Discografia
Álbuns de estúdio
- 1981: Mais Doce que o Mel
- 1983: Luz do Mundo
- 1986: Semeador
- 1988: Novo Dia
- 1990: Princípio
- 1991: Pé na Estrada
- 1993: Enquanto É Dia
- 1996: Por Cima dos Montes
- 1999: Vamos Viver o Amor

Álbuns ao vivo
- 1985: Janires e Amigos
- 2017: Rebanhão 35 anos

Coletâneas
- 1988: Grandes Momentos
- 1998: O Melhor do Rebanhão